# George W. Crouse

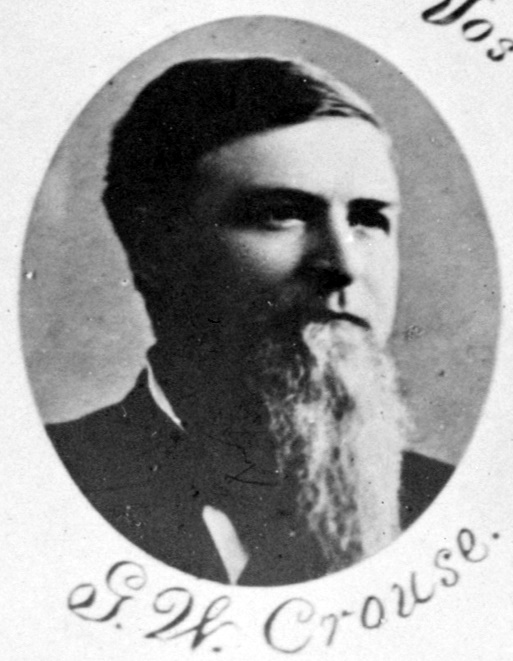
George W. Crouse (1887)

George Washington Crouse (* 23. November 1832 in Tallmadge, Ohio; † 5. Januar 1912 in Akron, Ohio) war ein US-amerikanischer Politiker der Republikanischen Partei. Vom 4. März 1887 bis 3. März 1889 war er Mitglied des Repräsentantenhauses der Vereinigten Staaten für den 20. Kongressdistrikt des Bundesstaates Ohio.

## Leben
In Tallmadge wurde Crouse 1832 geboren. Dort besuchte er für fünf Jahre die öffentlichen Schulen. Anschließend zog er nach Akron um. Zunächst war er dort in verschiedenen Positionen beim Summit County beschäftigt. Als Manager der C. Aultman & Co war er vor dem Sezessionskrieg beschäftigt. Während des Krieges kämpfte er für die Nordstaaten. Nach Ende des Krieges war er für vier Jahre Mitglied des Stadtrates von Akron, anschließend weitere vier Jahre Mitglied des Schulausschusses. 1874 und 1875 war er wiederum für den Summit County tätig. Zwischen 1885 und 1887 war Crouse Mitglied des Senats von Ohio. 
1888 wurde Crouse dann als Vertreter des 20. Wahlbezirks von Ohio ins Repräsentantenhaus nach Washington, D.C. gewählt. Bereits bei seiner Kandidatur hatte er angekündigt, lediglich eine Legislaturperiode zur Verfügung zu stehen. So schied er bereits 1889 wieder aus dem Kongress aus, um wieder für die C. Aultman & Co zu arbeiten. 
Crouse war mit Martha K. Parsons ab 1859 verheiratet. Gemeinsam hatten sie fünf Kinder. Crouse starb 1912 in Akron. Er wurde dort auf dem Glendale Cemetery zu Grabe getragen.